# اضطراب التعبير الكتابي
اضطراب التعبير الكتابي هو اضطرابٌ يتسبّبُ في تقليلِ قدرة الشخص على الكتابة عن المعدل الطبيعي وذلك مع الأخذ بعدّة عوامل أخرى بما في ذلك عمر الفرد وتعليمه وخلفيته ومقياس ذكائه. بشكلٍ عامٍ؛ فاضطراب الكتابة يتزامنُ مع اضطرابات أخرى كاضطراب القراءة والاضطرابات المرتبطة بالسلوك. نظرًا لأنه في الغالب ما يكونُ مرتبطًا باضطرابات التعلم والمشاكل العقلية الأخرى، فإنه من غير المؤكد أنه يمكن أن يظهر بمفرده. يُقدّر معدل انتشار اضطراب التعبير الكتابي بشكل مماثل لاضطرابات التعلم الأخرى والتي تكون بين 3-5% وبناءً على نتائج العديد من التشخيصات فإنه يُمكن إجراء التشخيص المُبكّر لبعض الحالات.

## العلامات والأعراض
هذهِ قائمة مُصغّرة بعلامات وأعراض اضطراب التعبير الكتابي مع العلم أن وجودها في شخصٍ لا يعني أنّه مصابٌ بالاضطراب بالفعل.
- العديد من الأخطاء الإملائية
- أخطاء في القواعد وعلامات الترقيم
- كتابة ضعيفة وغير مقروءة على نحو استثنائي
- جمل ركيكة وغير متماسكة
- عدم الرغبة في الكتابة ورفض استكمال مهامها
- الإصابة بالقلق والإحباط المؤدي إلى كسر الأقلام وتمزيق الواجبات المنزلية مثلًا.

## الأسباب
لا يوجدُ أسباب محدّدة لاضطراب التعبير الكتابي. يُعتقد أن تفاعل العوامل الجسدية والنفسية والبيئية تُساهم في نشأة وظهور هذا الاضطراب، كما تُظهر بعض الدراسات في الأبحاث النفسية والعصبية والبيولوجية أدلة على أنّ مستويات التستوستيرون العالية وبشكلٍ غير طبيعيّ في العلميات الإدراكية وهي الحركية البصرية واللغوية والانتباهية والذاكرة التي يُعتقد أنها تلعب دورًا في حالات اضطراب التعلم. يُمكن لإصاباتِ الدماغ في كلٍ من الأطفال والبالغين أن يضعف هذه العمليات الإدراكية وقد يكون أحد عوامل هذا الاضطراب.

## اضطرابات أخرى
- عسر القراءة
- إعاقة القراءة
- اضطراب اللغة التعبيرية
- اضطراب الرياضيات
- اضطراب التنسيق التنموي
- إصابة دماغ رضية

## التشخيص
هذه بعض الأساليب المُتبّعة في تحديدِ وتشخيض اضطراب التعبير الكتابي:
- مقاييس اللغة الشفوية والمكتوبة (OWLS)
- اختبار لغة المراهقين والبالغين -3 (TOAL-3)
- اختبار اللغة المكتوبة المُبكّرة
- اختبار التعبير الكتابي (TOWE)
- اختبار اللغة المكتوبة -3 (TOWL-3)
- بطارية وودكوك جونسون النفسية التعليمية المنقحة
- اختبار التحصيل الفردي لشركة ويشلر (WIAT)

## العلاج
على الرغم من أن اضطراب مهارات التعبير المكتوبة يُمكن أن يكون صعبًا ومشكلة مستمرة طوال فترة الطفولة حتى مرحلة البلوغ إلا أن أنواع مختلفة من العلاج والدعم يمكن أن تُساعد الأفراد الذين يعانون من هذا الاضطراب على توظيف الاستراتيجيات والمهارات في البيئة المنزلية والمدرسية. يشملُ ذلك التعليم العلاجي المصمم خصيصًا لتحسين مهارات معينة، وتقديم خدمات أكاديمية خاصة في بيئة التعلم، ومعالجة المشكلات الصحية والعقلية المتزامنة. كما أنه من الضروري في بعض الأحيان تعزيز التقنيات التحفيزية للحفاظ على الدافع وتقليل الأفكار أو المشاعر السلبية. بالإضافة إلى أنه يُشَجَّعُ على استخدام أي «تعديلات ضرورية» للتغلب على مخاوف الفشل في المراحل المبكرة في الكتابة لأنه غالبًا ما يُعاني الأطفال من صعوبات التعلم في تلك الفترة ما قد يتسبّبُ في تدني احترام الذات والثقة وهو ما قد يتعارض بشكلٍ أكبرٍ مع التعلم والنجاح الأكاديمي.